# Dan Nicoletta
Dan Nicoletta (Nueva York, 23 de diciembre de 1954) es un fotógrafo freelance de San Francisco (California) y un activista pro-derechos LGTB, que comenzó su carrera profesional a la edad de 19 años como asistente del fotógrafo Crawford Barton, quien era entonces fotógrafo de la publicación The Advocate.

## Biografía
En su adolescencia abandonó Nueva York para asistir a la Universidad Estatal de San Francisco, donde obtuvo una licenciatura en Artes. En 1975, cuando tenía 19 años, fue contratado por Harvey Milk y Scott Smith para trabajar en Castro Camera, en la tienda de fotografía en la calle de Castro. Los tres se hicieron amigos y Nicoletta trabajó con Milk en sus campañas electorales para cargos públicos. Durante este período de tiempo, Nicoletta hizo muchas fotos de Harvey; de sus amigos y de todo aquello que giraba en torno a Castro Camera. 
Daniel Nicoletta fue uno de los fundadores del Frameline Film Festival. En 1977, mientras trabajaba en la tienda de fotografía, Nicoletta, junto con David Waggoner; Marc Huestis; y otros, comenzaron la proyección de películas de sus películas de Súper 8, en el denominado Festival de Cine Gay de películas de Súper 8, que se convirtió en festival anual.
Una vez que Milk fue elegido miembro de la Junta de Supervisores de San Francisco, éste se convirtió en el primer funcionario electo abiertamente gay. Harvey Milk estuvo casi once meses en ese cargo, hasta que él y el alcalde George Moscone fueron asesinados por Dan White en el Ayuntamiento el 27 de noviembre de 1978. 
Después de la muerte de Harvey Milk, Nicoletta ha seguido trabajado en las décadas posteriores para mantener viva su memoria, haciendo que su archivo fotográfico esté disponible para la investigación y para que sea usado como referencia. Fue también el coordinador de la instalación del tributo fotográfico a Harvey Milk en las placas instaladas en la Plaza Harvey Milk y en la Estación Castro, que incluía sus fotografías, así como las de Marc Cohen, D. Eckert, Jerry Pritikin, Efrén Ramírez, Rink, y Leland Toy. Fue copresidente del Comité Memorial de Harvey Milk en el Ayuntamiento, y una fotografía suya, en la que aparece Harvey por fuera de Castro Camera haciendo campaña electoral, ha servido de base para el busto de Milk que se encuentra en el Ayuntamiento de San Francisco.
Desde 1989, ha concentrado sus fotografías en retratos de estudio de las almas que pueblan la comunidad lésbica, gay, bisexual y transgénero (LGBT), sin dejar de documentar el viaje del movimiento LGBT por la lucha a favor de los derechos civiles. 
Además de en la película de Gus Van Sant, Milk (en la que aparece como personaje, interpretado por Lucas Grabeel, y en la que además el propio Danny interpreta a Carl Carlson), las fotografías de Danny han aparecido en el documental premiado con un Óscar de la Academia The times of Harvey Milk de Rob Epstein y en el documental titulado Sex Is de Marc Huestis y Lawrence Helman. Su obra ha sido impresa en numerosos periódicos y en una serie de libros, como por ejemplo, en el de Randy Shilts "The Mayor Of Castro Street" (El alcalde de la Calle Castro); "Gay by the bay", de Susan Stryker y Jim Van Buskirk; "The American Century", de Harold Evans, entre otros.
También presentó una exposición en la Galería Mace, así como una retrospectiva de un solo hombre en la sede corporativa de Levi Strauss & Company en San Francisco. Su obra ha sido recogida por la "Wallach Collection of Fine Prints"; "The Berg Colection", en la librería pública de Nueva York; la "James C. Hormel Gay and Lesbian Center" en la librería pública de San Francisco; en el Museo Schwules de Berlín; y por activistas LGTB coleccionistas privados.
Su trabajo ha documentado la cultura gay desde la década de 1970 hasta la actualidad y además de sus fotografías históricas de Harvey Milk, también incluyen temas tales como los Disturbios por la sentencia a Dan White, la "Castro Street Fair", la Marcha del Orgullo de San Francisco, The Cockettes; "Ángeles de luz", y personalidades como Justin Bond, Loren Cameron, Divine, Mark Ewert, Allen Ginsberg, Harry Hay, GB Jones, y Sylvester.

## Filmografía
- Milk, película dirigida por Gus Van Sant en 2008
- That Man: Peter Berlin, documental dirigido por Jim Tushinski en 2005
- Sex Is, documental dirigido por Marc Huestis en 1993
- The Times of Harvey Milk, documental dirigido por Rob Epstein en 1985
- Theatrical Collage, película dirigida por Daniel Nicoletta en 1976